# Arachnitus
Arachnitus is een geslacht van rechtvleugeligen uit de familie sabelsprinkhanen (Tettigoniidae). De wetenschappelijke naam van dit geslacht is voor het eerst geldig gepubliceerd in 1932 door Hebard.

## Soorten
Het geslacht Arachnitus omvat de volgende soorten:
- Arachnitus apterus Fontana, Buzzetti, Mariño-Pérez & García García, 2011
- Arachnitus filicrus Hebard, 1932